# Esej

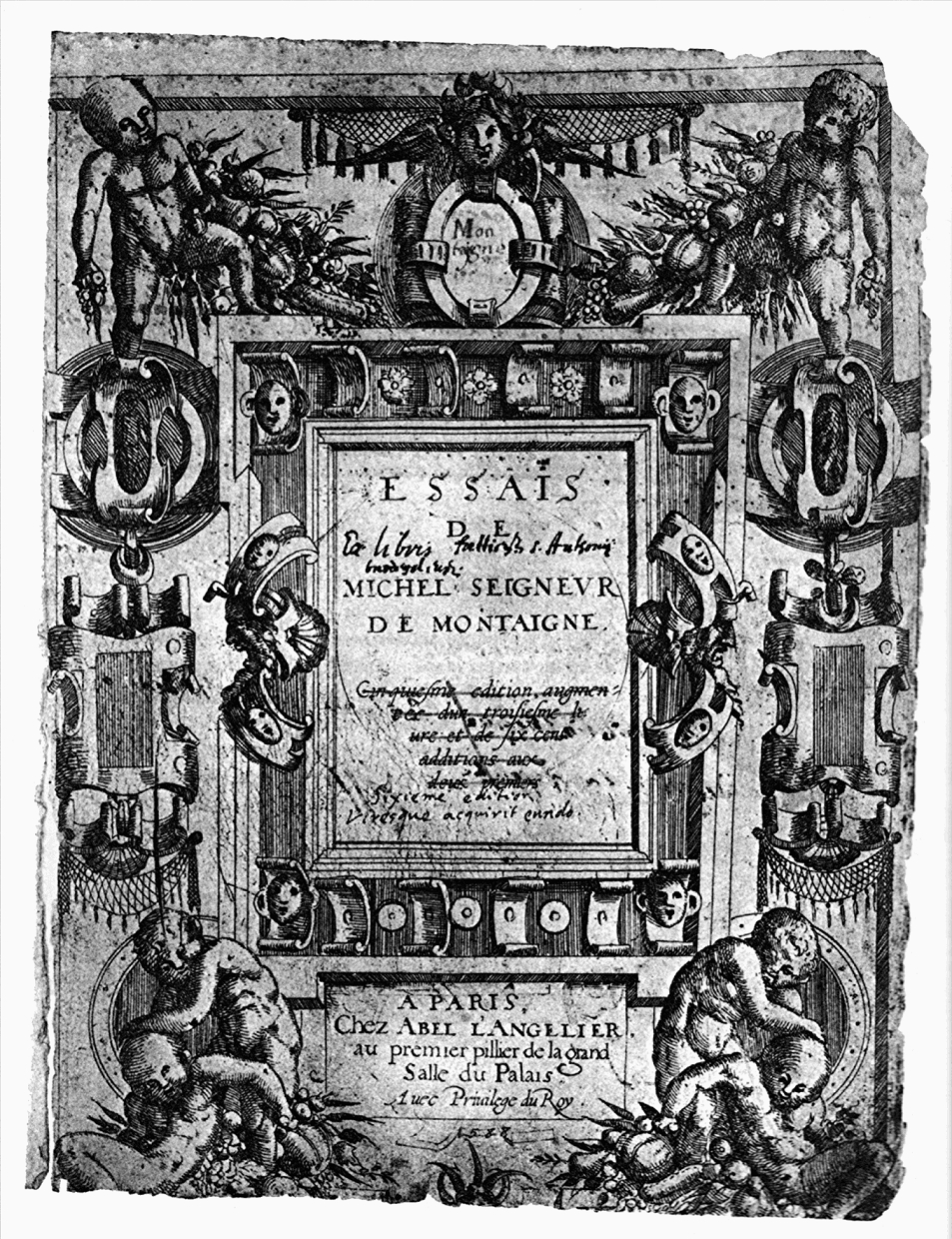
Wydanie Prób Montaigne’a z 1588 roku

Esej (ang. essay, z fr. essai „próba”) – forma literacka lub literacko-naukowa, prezentująca punkt widzenia autora. Esej może poruszać tematykę filozoficzną, społeczną lub artystyczną, być formą krytyki literackiej, manifestu politycznego, filozoficznego lub też dotyczyć innych refleksji autora.
Badacze wciąż mają problem z określeniem, czym tak naprawdę jest esej. Uważa się nawet, że jego zdefiniowanie jest niemożliwe, dlatego zamiast szukać uogólnień, należy się zająć badaniem poszczególnych tekstów eseistycznych.
Za twórców eseju uznaje się Michela de Montaigne’a i Francisa Bacona.

## Historia eseju
Choć za twórców nowożytnego eseju uważa się przede wszystkim dwóch szesnastowiecznych myślicieli, Michela de Montaigne’a i Francisa Bacona, w rzeczywistości eseje powstawały już w czasach starożytnych. Zwane były „szkicami” i przybierały formę luźnych przemyśleń, zazwyczaj o charakterze filozoficznym. Badacze gatunku wskazują na jego powiązanie z popularną w antyku formą dialogu, elementy eseistyczne dostrzeżono także w diatrybach cynickich, w satyrach menippejskich, w listach, sentencjach i exemplach.
Pierwowzorem eseju miały być Moralia Plutarcha. Innymi starożytnymi twórcami szkiców byli m.in. Platon, Seneka Młodszy (Epistulae morales), Marek Aureliusz czy Cyceron.
W XX wieku esej zaczął przenikać do prozy narracyjnej, głównie powieści (np. w twórczości Tomasza Manna, Roberta Musila, Kazimierza Brandysa). Zjawisko to nazywane jest eseizacją.

## Charakterystyczne cechy eseju
Esej jest gatunkiem trudnym do jednoznacznego opisania. Nie da się ustalić konkretnych cech poetyki eseju z powodu różnorodności kształtu, tematyki i stylistyki poszczególnych realizacji tego gatunku. Można jedynie próbować charakteryzować teksty eseistyczne, uwzględniając pojawiające się w nich literackie tendencje i zjawiska, dzięki którym eseistyka staje się literaturą.

### Osoba mówiąca i świat przedstawiony w eseju
Osobą mówiącą w eseju jest zawsze sam autor, wyrażający swoje poglądy i przemyślenia. W związku z tym esej cechuje:
- subiektywizm – esej pokazuje świat przez pryzmat uczuć i filtr skojarzeń. Autor przede wszystkim ma okazję do wygłoszenia swoich przekonań. Czasami taka okazja jest swego rodzaju prowokacją (np. kontrowersyjne dyskusje z autorytetami, bądź głęboko zakorzenionymi opiniami), zachęcającą do szukania kontrargumentów.
- refleksyjność – esej to zapis toku rozmyślań autora nad danym problemem. Twórca nie moralizuje ani nie próbuje przekonać do swojego zdania, jedynie przedstawia własny punkt widzenia. Nie oczekuje, że czytelnik się z nim zgodzi, chce sprowokować do samodzielnego wysiłku intelektualnego i zajęcia stanowiska w danej sprawie.

Esej jest gatunkiem niefikcjonalnym. Świat przedstawiony w eseju nie tworzy sam w sobie spójnej całości. Elementy świata przedstawionego można odnaleźć jedynie w tych fragmentach tekstu, które reprezentują cechy gatunków, kreujących własny świat przedstawiony (anegdota, przykład, wspomnienie, obrazek itp.). Tak skonstruowany fragmentaryczny świat utworu jest podporządkowany nadrzędnej idei przyjętej przez autora i istnieje jedynie po to, by myśl autora egzemplifikować. Fabularność pozostaje elementem drugorzędnym w stosunku do przekazywanej w eseju idei.

### Niesystematyczność i niesystemowość
Wyróżniki te zostały wprowadzone przez Wojciecha Głowalę, jednego z prekursorów teorii eseju w Polsce.
- Niesystematyczność eseju polega na jego asocjacyjnym charakterze. Autor przedstawia swoje przemyślenia na zasadzie luźnych skojarzeń, nie stosuje porządku chronologicznego, tematycznego, hierarchii ważności przedstawionych argumentów. Esej ma charakter nielinearny, jest oparty na skrótach myślowych i rozległych skojarzeniach. Kompozycja tak skonstruowanego dzieła jest luźna i fragmentaryczna.
- Niesystemowość przejawia się w niewyczerpaniu tematu. Eseista nie ma ambicji przedstawienia wszystkich możliwych punktów widzenia na daną sprawę, nie prezentuje wszystkich dostępnych argumentów. Dokonuje subiektywnej selekcji, nie wyczerpuje tematu, bo nie jest to rozprawa naukowa ani traktat. Pragnie jedynie skłonić do refleksji i zasygnalizować istnienie danego problemu. Esej bywa zazwyczaj niekonkluzywny (autor podaje informacje, ale nie wyciąga z nich wniosków, pozostawia to czytelnikowi), przez co tekst może sprawiać wrażenie nieukończonego.

### Synkretyzm gatunków i rodzajów literackich
Hybrydyczność – esej jest gatunkiem synkretycznym, który czerpie wiele cech z innych gatunków. Często myli się go z felietonem bądź szkicem, rzadziej z reportażem lub recenzją. Może zawierać cechy traktatu (np.: filozoficznego lub o sztuce), opowiadania czy pamiętnika. W tok wypowiedzi autor może wplatać aforyzmy czy dygresje zawierające np.: anegdoty. Eseju nie da się także jednoznacznie zaklasyfikować do żadnego z istniejących rodzajów literackich, gdyż zależnie od konkretnej realizacji, może on skłaniać się zarówno ku liryce, epice, jak i dramatowi.

### Styl eseju
- Esej dąży do stylu wysokiego, jest popisem kunsztu literackiego autora. Przy użyciu wysublimowanych środków artystycznego wyrazu powinien dowodzić elokwencji i erudycji autora. Styl, pozornie lekki, powinien charakteryzować się pewnym poziomem wyrafinowania. Eseista często w swoich tekstach stosuje groteskę i ironię.
- Intertekstualność – eseista często stosuje cytaty, aforyzmy i odniesienia do różnych dzieł literackich oraz kulturalnych, wplata w kompozycję tekstu aluzje historyczne i filozoficzne. Skutkiem takiej praktyki jest dialogiczność tekstu
- Dygresyjność – bardzo częstą cechą spotykaną w esejach jest pojawianie się różnego rodzaju wtrętów, które przerywają tok myśli i kierują w zupełnie innym kierunku. Obrazują one to, co mówi autor, ponadto ubarwiają tekst, ale nie zawsze muszą wnosić do dzieła coś nowego.

## Podział esejów
Dzieląc esej na płaszczyźnie treści można wyróżnić:
- esej publicystyczny
- esej popularnonaukowy
- esej literacki

Płaszczyzną podziału może być podział ze względu na kompozycję, która może być uporządkowana, bądź sprzeczna z przyjętymi normami literackimi. W tym wypadku rozróżnia się:
- esej formalny
- esej nieformalny (personalny)

Wyodrębnienia typologiczne można przeprowadzić również ze względu na użyteczność, czyli na możliwe wykorzystanie eseju przez czytelnika:
- esej odnoszący się do faktów
- esej interpretująco-wartościujący
- esej literacki

Podział ze względu na sposób wpływania na świadomość odbiorcy, polega na segregacji esejów w taki sposób, w jaki jest traktowany adresat. Mowa jest tutaj o dystansie pomiędzy nim a nadawcą. Wyróżnia się więc:
- esej przytaczający zjawisko (opisujący)
- esej analizujący zjawisko (komentujący)
- esej przekonujący do poglądu (perswazyjny)

Ostatnią płaszczyzną podziału eseju jest podział ze względu na funkcje. Wiadomo, że istnieją następujące funkcje tekstów literackich: informatywna, ekspresywna, impresywna, poetycka i fatyczna. W związku z tym można wyróżnić:
- esej informatywny
- esej ekspresywny
- esej impresywny

## Esej w Polsce
Niektórzy uważają, że wiele cech tego gatunku zawierają dzieła Stanisława Herakliusza Lubomirskiego (Rozmowy Artaksesa i Ewandra), Piotra Skargi (Kazania sejmowe), bądź Stanisława Staszica. Spotyka się również opinie, że eseistyczny charakter ma twórczość pisarzy Młodej Polski, np. Stanisława Ignacego Witkiewicza (Szkice estetyczne).
Właściwy rozwój polskiego eseju to debiut Jerzego Stempowskiego w dwudziestoleciu międzywojennym, który napisał Pana Jowialskiego i jego spadkobierców. Rzecz o perspektywach śmiechu szlacheckiego. Potem pojawił się Stanisław Vincenz ze swoją prozą epicko-filozoficzną Na wysokiej połoninie.
W okresie powojennym wielu wybitnych polskich pisarzy znajdowało się na emigracji. Wśród nich byli właśnie ojcowie polskiego eseju – wspomniani wcześniej Stempowski i Vincenz, ale także Czesław Miłosz, Aleksander Wat i Witold Gombrowicz. Musieli oni zacząć tworzyć w inny sposób, tak żeby „się porozumieć ze (zmienionym) czytelnikiem w kraju”. Tak rozpoczęła się doba intelektualnych studiów i szkiców, czyli esejów. Można więc powiedzieć, że „polska szkoła eseju” wytworzyła się na emigracji.
Potem rozwój gatunku w Polsce nabrał tempa poprzez takie nazwiska jak Zbigniew Herbert (np.: Barbarzyńca w ogrodzie, Martwa natura z wędzidłem), Stanisław Lem (np.: Summa technologiae), Leszek Kołakowski (np.: Czy diabeł może być zbawiony i 27 innych kazań), Paweł Jasienica (np.: Polska Piastów, Polska Jagiellonów, Rozważania o wojnie domowej) czy Jan Kott (np.: Kamienny potok). Każdy z nich dodawał coś swojego; Herbert zawierał swoje przemyślenia dotyczące sztuki i artyzmu, Lem wzbogacał o filozofię i futurologię, Kołakowski – o filozofię, teologię i politykę, Jasienica – o rozważania historyczne, a Kott o krytykę literatury i teatru. W eseistycznej formie  Antoni Kępiński  przedstawił zagadnienia z zakresu psychologii i psychiatrii, Józef Życiński pisał szkice z pogranicza filozofii, teologii, historii nauki i teorii kultury, Jan Trąbka – z zakresu cybernetyki, Jerzy Prokopiuk – z dziedziny ezoteryki, a Jan Szczepański łączył rozważania socjologiczne i egzystencjalne. Do wybitnych polskich eseistów XX wieku należy również zaliczyć następujące osoby: Tadeusz Boy-Żeleński, Bolesław Miciński, Stanisław Cat-Mackiewicz, Jan Parandowski, Józef Czapski, Gustaw Herling-Grudziński, Jarosław Marek Rymkiewicz, Jacek Bolewski, Adam Zagajewski, Stanisław Barańczak, Andrzej Szczeklik, Józef Tischner, Michał Heller, Jan Tomkowski, Cezary Wodziński, Maria Janion, Tomasz Burek, Ryszard Legutko, Andrzej Nowak, Kazimierz Dąbrowski, Jan Błoński, Michał Głowiński, Zygmunt Kałużyński, Andrzej Kijowski, Jan Józef Szczepański, Wojciech Karpiński.
W dzisiejszych czasach najpopularniejszymi eseistami są takie postacie jak: Marek Bieńczyk, Andrzej Stasiuk, Jarosław Klejnocki, Jolanta Brach-Czaina, Agata Bielik-Robson, Rafał A. Ziemkiewicz, Jacek Dukaj.